# Persone di nome Toni
| Questa pagina contiene informazioni ricavate automaticamente dalle voci biografiche con l'ausilio del template Bio e di un bot. L'aggiornamento è periodico e automatico e ricostruisce completamente la pagina. Se manca una persona in questa lista, sei pregato di non aggiungerla, ma accertati piuttosto che la sua voce biografica contenga il template Bio e che i dati anagrafici siano correttamente compilati. Se il template Bio manca, inseriscilo tu stesso o, in alternativa, metti l'avviso {{tmp\|Bio}} che ne segnala la mancanza. Se i dati riportati sono sbagliati, correggi direttamente la voce biografica; le modifiche saranno visibili in questa lista entro pochi giorni. Per chiarimenti vedi il progetto antroponimi. La lista contiene solo le 125 persone che sono citate nell'enciclopedia e per le quali è stato implementato correttamente il template Bio. Pagina aggiornata al 22 lug 2025. |

Questa è una lista di persone presenti nell'enciclopedia che hanno il nome Toni, suddivise per attività principale.

## Allenatori di calcio(5)
- Toni Doblas, allenatore di calcio e ex calciatore spagnolo (Dos Hermanas, n. 1980)
- Toni Golem, allenatore di calcio e ex calciatore croato (Spalato, n. 1982)
- Toni Korkeakunnas, allenatore di calcio e ex calciatore finlandese (Helsinki, n. 1968)
- Toni Koskela, allenatore di calcio e ex calciatore finlandese (Helsinki, n. 1983)
- Toni Ordinas, allenatore di calcio e ex calciatore spagnolo (Palma di Maiorca, n. 1974)

## Allenatori di hockey su ghiaccio(1)
- Toni Söderholm, allenatore di hockey su ghiaccio e ex hockeista su ghiaccio finlandese (Kauniainen, n. 1978)

## Allenatori di pallacanestro(1)
- Toni Bizaca, allenatore di pallacanestro e ex cestista croato (Spalato, n. 1982)

## Alpinisti(5)
- Toni Egger, alpinista italiano (Bolzano, n. 1926 - Cerro Torre, † 1959)
- Toni Gobbi, alpinista, scialpinista e imprenditore italiano (Pavia, n. 1914 - Sassopiatto, † 1970)
- Toni Kinshofer, alpinista tedesco (Bad Wiessee, n. 1934 - Baden-Baden, † 1964)
- Toni Kurz, alpinista tedesco (Berchtesgaden, n. 1913 - Grindelwald, † 1936)
- Toni Ortelli, alpinista, direttore di coro e compositore italiano (Schio, n. 1904 - Torino, † 2000)

## Artisti(2)
- Toni Costa, artista italiano (Padova, n. 1935 - Padova, † 2013)
- Toni Zanussi, artista italiano (Qualso, n. 1952)

## Attori(8)
- Toni Barpi, attore italiano (Feltre, n. 1920 - Treviso, † 2013)
- Toni Bertorelli, attore e regista teatrale italiano (Barge, n. 1948 - Roma, † 2017)
- Toni Cantó, attore e politico spagnolo (Valencia, n. 1965)
- Toni Garrani, attore, conduttore radiofonico e conduttore televisivo italiano (Roma, n. 1951)
- Toni Pandolfo, attore italiano (Floridia, n. 1961)
- Toni Salgado, attore spagnolo (Verín, n. 1978)
- Toni Servillo, attore e regista teatrale italiano (Afragola, n. 1959)
- Toni Ucci, attore e cabarettista italiano (Roma, n. 1922 - Roma, † 2014)

## Attori pornografici(1)
- Toni Ribas, attore pornografico spagnolo (San Baudilio del Llobregat, n. 1975)

## Attrici(4)
- Toni Acosta, attrice spagnola (La Orotava, n. 1972)
- Toni Collette, attrice australiana (Sydney, n. 1972)
- Toni Seven, attrice e modella statunitense (New York City, n. 1922 - Gaithersburg, † 1991)
- Toni Trucks, attrice statunitense (Grand Rapids, n. 1980)

## Baritoni(1)
- Toni Blankenheim, baritono tedesco (Colonia, n. 1921 - Amburgo, † 2012)

## Batteristi(1)
- Toni Hallio, batterista finlandese (Helsinki, n. 1980)

## Bobbisti(1)
- Toni Mangold, ex bobbista tedesco

## Calciatori(30)
- Toni Borevković, calciatore croato (Slavonski Brod, n. 1997)
- Toni Brogno, ex calciatore belga (Charleroi, n. 1973)
- Toni Datković, calciatore croato (Zagabria, n. 1993)
- Toni Domgjoni, calciatore kosovaro (Koprivnica, n. 1998)
- Toni Fruk, calciatore croato (Našice, n. 2001)
- Toni Gomes, calciatore guineense (Bissau, n. 1998)
- Toni Gorupec, calciatore croato (Zagabria, n. 1993)
- Toni Grande, ex calciatore e allenatore di calcio spagnolo (Valencia, n. 1947)
- Toni Jović, calciatore croato (Nova Gradiška, n. 1992)
- Toni Kallio, ex calciatore finlandese (Tampere, n. 1978)
- Toni Kolehmainen, ex calciatore finlandese (Oulu, n. 1988)
- Toni Kroos, ex calciatore tedesco (Greifswald, n. 1990)
- Toni Kuivasto, ex calciatore finlandese (Tampere, n. 1975)
- Toni Kurbos, ex calciatore tedesco (Maribor, n. 1960)
- Toni Lato, calciatore spagnolo (La Pobla de Vallbona, n. 1997)
- Toni Leistner, calciatore tedesco (Dresda, n. 1990)
- Toni Lindberg, ex calciatore finlandese (Ruotsinpyhtää, n. 1985)
- Toni Markić, calciatore bosniaco (Ljubuški, n. 1990)
- Toni Moral, ex calciatore spagnolo (Terrassa, n. 1981)
- Toni Muñoz, ex calciatore spagnolo (Cordova, n. 1968)
- Toni Pezo, ex calciatore croato (Spalato, n. 1987)
- Antonio Prats Cervera, ex calciatore spagnolo (Capdepera, n. 1971)
- Toni Savevski, ex calciatore e allenatore di calcio jugoslavo (Bitola, n. 1963)
- Toni Silva, calciatore guineense (Bissau, n. 1993)
- Toni Šunjić, calciatore bosniaco (Mostar, n. 1988)
- Toni Tervonen, ex calciatore finlandese (Helsinki, n. 1977)
- Toni Tipurić, ex calciatore austriaco (Sarajevo, n. 1990)
- Toni Varela, ex calciatore capoverdiano (Contea di Santa Catarina, n. 1986)
- Toni Vastić, calciatore austriaco (Vienna, n. 1993)
- Toni Velamazán, ex calciatore spagnolo (Barcellona, n. 1977)

## Calciatrici(1)
- Toni Duggan, ex calciatrice inglese (Liverpool, n. 1991)

## Cantanti(4)
- Toni Braxton, cantante e attrice statunitense (Severn, n. 1967)
- Tony Kakko, cantante e tastierista finlandese (Kemi, n. 1975)
- Toni Pearen, cantante e attrice australiana (Cronulla, n. 1972)
- Tones and I, cantante australiana (Melbourne, n. 1993)

## Cantautori(1)
- Toni Malco, cantautore, attore e conduttore radiofonico italiano (Roma, n. 1955)

## Cantautrici(1)
- Toni Childs, cantautrice e musicista statunitense (Orange, n. 1957)

## Cestiste(2)
- Toni Gross, ex cestista e allenatrice di pallacanestro statunitense (Parsons, n. 1974)
- Toni Young, ex cestista statunitense (Del City, n. 1991)

## Cestisti(7)
- Toni Dijan, ex cestista e allenatore di pallacanestro croato (San Cassiano, n. 1983)
- Toni Katić, cestista croato (Macarsca, n. 1992)
- Toni Kukoč, ex cestista jugoslavo (Spalato, n. 1968)
- Toni Nakić, cestista croato (Sebenico, n. 1999)
- Toni Perković, cestista croato (Pola, n. 1998)
- Toni Prostran, cestista e allenatore di pallacanestro croato (Zara, n. 1991)
- Toni Ročak, cestista croato (Zagabria, n. 1999)

## Danzatrici(1)
- Toni Lander, ballerina danese (Gentofte, n. 1931 - Salt Lake City, † 1985)

## Direttori della fotografia(1)
- Toni Frenguelli, direttore della fotografia italiano (Roma, n. 1894)

## Doppiatori(1)
- Toni Orlandi, doppiatore italiano (Firenze, n. 1940)

## Fondisti(2)
- Toni Ketelä, ex fondista finlandese (n. 1988)
- Toni Livers, fondista svizzero (Trun, n. 1983)

## Fotografe(1)
- Toni Frissell, fotografa statunitense (Manhattan, n. 1907 - St. James, † 1988)

## Fumettisti(1)
- Toni Fejzula, fumettista e scrittore serbo (Belgrado, n. 1980)

## Giavellottisti(1)
- Toni Kuusela, giavellottista finlandese (Vimpeli, n. 1994)

## Giocatori di football americano(1)
- Toni Rabensteiner, giocatore di football americano italiano (n. 1999)

## Giornalisti(2)
- Toni Capuozzo, giornalista, scrittore e conduttore televisivo italiano (Palmanova, n. 1948)
- Toni Ebner, giornalista italiano (Bolzano, n. 1957)

## Hockeisti su ghiaccio(2)
- Toni Lydman, ex hockeista su ghiaccio finlandese (Lahti, n. 1977)
- Toni Porkka, ex hockeista su ghiaccio finlandese (Rauma, n. 1970)

## Hockeisti su pista(1)
- Toni Pérez, hockeista su pista spagnolo (Oviedo, n. 1990)

## Ingegneri(1)
- Toni Zweifel, ingegnere svizzero (Verona, n. 1938 - Zurigo, † 1989)

## Karateka(1)
- Toni Piispanen, ex karateka e atleta paralimpico finlandese (Hollola, n. 1976)

## Pallavolisti(1)
- Toni Kovačević, pallavolista croato (Odžak, n. 1983)

## Paroliere(1)
- Toni Stern, paroliera e poetessa statunitense (Los Angeles, n. 1944 - Santa Ynez, † 2024)

## Piloti automobilistici(2)
- Toni Branca, pilota automobilistico svizzero (Sion, n. 1916 - Sierre, † 1985)
- Toni Vilander, pilota automobilistico finlandese (Kankaanpää, n. 1980)

## Piloti di rally(1)
- Toni Gardemeister, pilota di rally finlandese (Kouvola, n. 1975)

## Piloti motociclistici(2)
- Toni Finsterbusch, pilota motociclistico tedesco (Lipsia, n. 1993)
- Toni Wirsing, pilota motociclistico tedesco (Chemnitz, n. 1990)

## Pittori(3)
- Toni Fertonani, pittore italiano (Marcaria, n. 1932 - Verona, † 2006)
- Toni Piccolotto, pittore italiano (Lentiai, n. 1903 - Nevegal, † 1970)
- Toni Zarpellon, pittore e scultore italiano (Bassano del Grappa, n. 1942)

## Politici(5)
- Toni Brunner, politico svizzero (Wattwil, n. 1974)
- Toni Ebner, politico, editore e giornalista italiano (Aldino, n. 1918 - Bolzano, † 1981)
- Toni Iwobi, politico italiano (Gusau, n. 1955)
- Toni Matarrelli, politico italiano (Krefeld, n. 1975)
- Toni Ricciardi, politico italiano (Atripalda, n. 1977)

## Progettisti(1)
- Toni Rüttimann, progettista svizzero (Pontresina, n. 1967)

## Pugili(1)
- Toni Filipi, pugile croato (Zara, n. 1996)

## Registi(3)
- Toni Andreetta, regista italiano (Padova, n. 1947)
- Toni De Gregorio, regista e sceneggiatore italiano (Marostica, n. 1931 - † 2006)
- Toni Occhiello, regista e sceneggiatore italiano (Cerignola, n. 1962)

## Saltatori con gli sci(1)
- Toni Nieminen, ex saltatore con gli sci finlandese (Lahti, n. 1975)

## Sciatori alpini(3)
- Toni Bürgler, ex sciatore alpino svizzero (Svitto, n. 1957)
- Toni Spiss, sciatore alpino austriaco (Sankt Anton am Arlberg, n. 1930 - Sankt Anton am Arlberg, † 1993)
- Toni Standteiner, ex sciatore alpino statunitense

## Sciatori nordici(1)
- Toni Lang, ex sciatore nordico tedesco (n. 1982)

## Scrittrici(2)
- Toni Bentley, scrittrice e giornalista australiana (Perth, n. 1958)
- Toni L. P. Kelner, scrittrice statunitense (Pensacola, n. 1961)

## Scultori(2)
- Toni Benetton, scultore italiano (Treviso, n. 1910 - Treviso, † 1996)
- Toni Fabris, scultore, regista e artista italiano (Bassano del Grappa, n. 1915 - Bassano del Grappa, † 1989)

## Slittinisti(1)
- Toni Eggert, slittinista tedesco (Suhl, n. 1988)

## Taekwondoka(1)
- Toni Kanaet, taekwondoka croato (n. 1995)

## Wrestler(1)
- Toni Storm, wrestler neozelandese (Auckland, n. 1995)

## Senza attività specificata(1)
- Toni Adams, statunitense (Freer, n. 1964 - Louisville, † 2010)